# Blanca de Médici
Blanca de Médici (Florencia, 10 de septiembre de 1445 - 20 de julio de 1505) fue una noble italiana, hija de Pedro de Cosme de Médici y de Lucrecia Tornabuoni, hermana de Lorenzo el Magnífico y Juliano de Médici.

## Biografía
Se casó con Guillermo de Pazzi en 1459 y ambos se vieron envueltos en la Conspiración de los Pazzi en contra de la familia de Blanca.
De su juventud nos llegan al menos dos retratos: uno de Benozzo Gozzoli de la Capilla de los Magos del Palacio Medici Riccardi, donde aparece junto a sus hermanas en trajes masculinos de paje, y otro de Sandro Boticelli, en la Virgen del Magnificat donde sería el ángel que corona de la izquierda a su madre representada como la Virgen.
Gracias a la relación con ella su cuñado Francisco de Pazzi y el tío de su marido Jacopo de' Pazzi pudieron entrar en contacto con los Médici y así traicionarlos. Al perder la primera ocasión durante un almuerzo en la Villa Médici en Fiesole (debido a la ausencia de Juliano), el delito se consumó el día de Pascua de 1478 en la Catedral de Santa María del Fiore.
Después de la conspiración, Blanca fue desterrada junto a su marido a pesar de ser éste extranjero y de no tener una relación directa con el atentado. 
En relación con los hijos que nacieron en el exilio se tiene muy poca información. La pareja tuvo 15 hijos:
- Juana, casada con Tomás Monaldi en 1471;
- Contesina, casada con Julián Salviati en 1476;
- Antonio (1460) muerto en la infancia;
- Antonio (1462-1528); embajador y hombre de política, Confaloniero de Justicia en 1521;
- Alejandra, casada con Bartolomeo Buondelmonti en 1486;
- Cosme (1466-1513), Arzobispo de Florencia desde 1508;
- Pedro (1468) muerto en la infancia;
- Cosa, casada con Francesco di Luca Capponi;
- Renato;
- Lorenzo;
- Luisa, casada con Folco de Edoardo Portinari en 1494;
- Magdalena, casada con Ormanozzo Deti en 1497;
- Alejandro(1483-1530), embajador, literaro y grecista;
- Lucrecia, casada con un Cattani y después con un Martelli (1500);
- Julián (1486-1517), doctor en leyes, abad de la Metropolitana de Florencia.